# Sundborns landskommun
Sundborns landskommun var 1863-1970 en kommun i dåvarande Kopparbergs län (nu Dalarnas län).

## Administrativ historik
Kommunen bildades 1863 i Sundborns socken i Dalarna.
År 1971 uppgick kommunen i Falu kommun.

### Kyrklig tillhörighet
I kyrkligt hänseende tillhörde kommunen Sundborns församling.

## Kommunvapen
Blasonering: I fält av guld en av vågskuror bildad, sänkt bjälke och däröver en liljekrona, allt blått.
Vapnet antogs 1949.

## Geografi
Sundborns landskommun omfattade den 1 januari 1952 en areal av 222,00 km², varav 193,30 km² land.

### Tätorter i kommunen 1960
I Sundborns kommun fanns tätorten Sundborn, som hade 216 invånare den 1 november 1960. Tätortsgraden i kommunen var då 11,4 procent.

## Politik

### Mandatfördelning i valen 1938-1966
| 7 | 3 | 10 |

| 20 |

| 9 | 11 |

| 19 |

| 1 | 9 | 10 |

| 19 |

| 11 | 8 | 6 |

| 24 |

| 12 | 8 | 5 |

| 23 |

| 10 | 9 | 6 |

| 22 |

| 11 | 7 | 4 | 3 |

| 21 | 4 |

| 10 | 7 | 5 |  | 2 |

| 21 | 4 |